# Ahigal

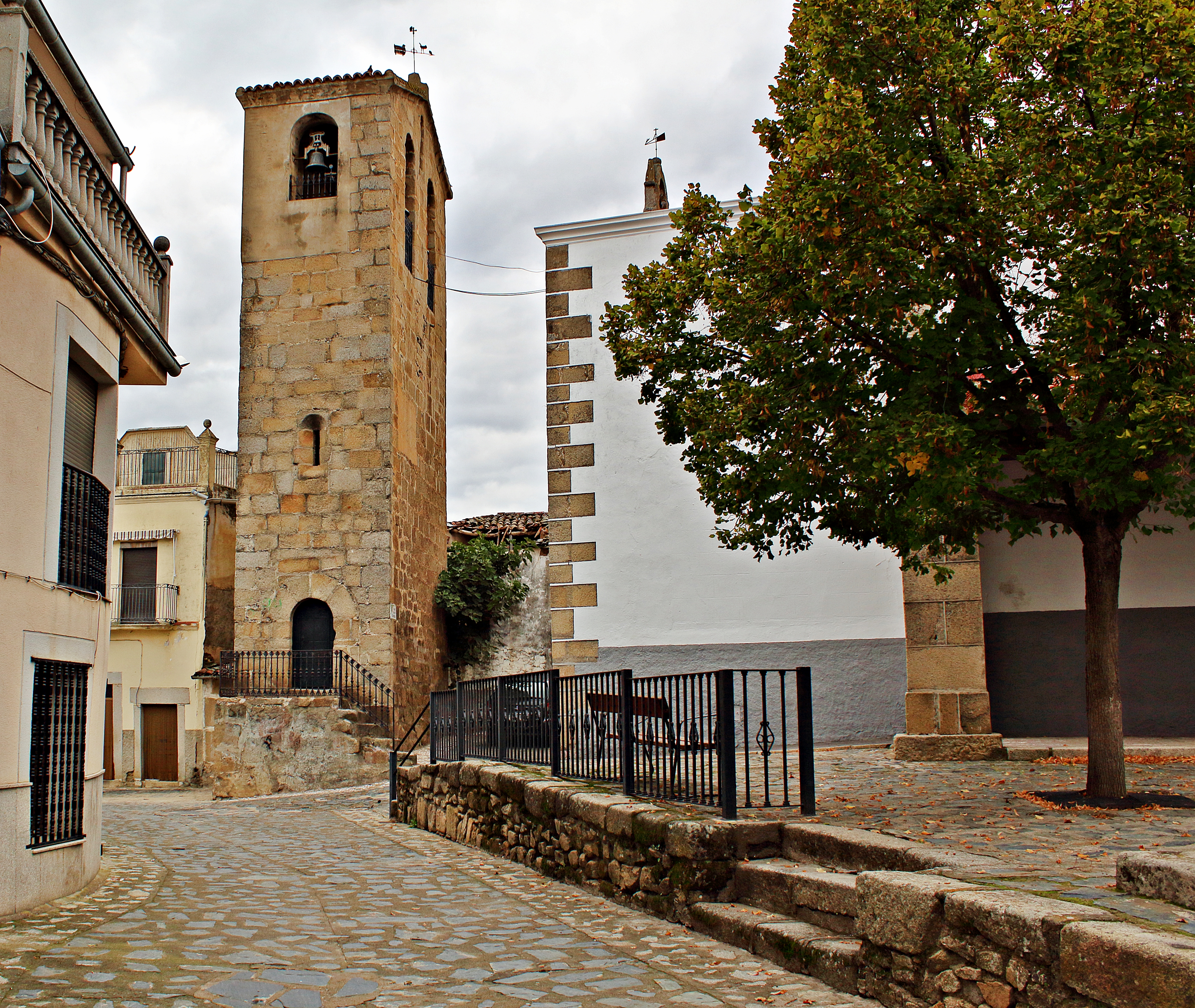
Ahigal – Ortszentrum und Glockenturm der Kirche Nuestra Señora de la Asunción

Ahigal ist ein westspanischer Ort und eine Gemeinde mit 1.349 Einwohnern (Stand: 2024) in der Provinz Cáceres in der Autonomen Region Extremadura.

## Lage und Klima
Der Ort Ahigal liegt am Bach (arroyo) Palomero kurz vor dessen Einmündung in den Río Alagón etwa 27 km (Fahrtstrecke) nordwestlich der Stadt Plasencia bzw. ca. 50 km nordöstlich der Bischofsstadt Coria im umstrittenen Grenzgebiet zu Portugal in einer Höhe von ca. 390 m; die Provinzhauptstadt Cáceres ist etwa 100 km in südlicher Richtung entfernt. Das Klima ist gemäßigt bis warm; Regen (ca. 750 mm/Jahr) fällt überwiegend im Winterhalbjahr.

## Bevölkerungsentwicklung
| Jahr      | 1857 | 1900 | 1950 | 2000 | 2021 |
| Einwohner | 1303 | 1768 | 2347 | 1564 | 1393 |

Die Mechanisierung der Landwirtschaft sowie die Aufgabe bäuerlicher Kleinbetriebe haben sich in Bezug auf die Einwohnerzahl der Gemeinde kaum ausgewirkt.

## Wirtschaft
Das Gemeindegebiet besteht größtenteils aus landwirtschaftlich genutzten Flächen, wobei sowohl Ackerbau als auch Viehzucht von Bedeutung sind. Olivenbäume und sogar Wein werden ebenfalls angebaut.

## Geschichte
Die Region um Cáceres wurde endgültig erst in den Jahren um 1230 von König Alfons IX. von León aus den Händen der Mauren zurückerobert (reconquista). Er gab den Ort zunächst in die Hände des Calatravaordens, doch gelangte die Gegend ab dem 14./15. Jahrhundert mehr und mehr unter den Einfluss der Herzöge von Alba.

## Sehenswürdigkeiten
- Der Brunnen Pozo del Cinojal geht möglicherweise noch auf die römische Zeit zurück. Er wurde jedoch auch in maurischer Zeit genutzt.
- Von der spätromanischen Mariä-Himmelfahrts-Kirche (Iglesia de Nuestra Señora de la Asunción) ist nur der freistehende Glockenturm (campanario) erhalten. Die heutige Kirche entstammt dem 14. bis 16. Jahrhundert.[4]
- Eine ehemals von einem Kreuz bekrönte freistehende Renaissance-Säule entstand im Jahr 1559.
- Mehrere Kapellen (ermitas) bereichern das Ortsbild.
- Am Ortsrand wurde eine ländliche Feldsteinhütte (chozo) in vergrößerter Form nachgebaut.